# LF-58
Le LF-58 Franchi est une carabine à gaz à tir sélectif qui est le produit de la conception d'armes nationales italiennes après la Seconde Guerre mondiale et au cours des années 1950.

## Développement
Après la fin de la Seconde Guerre mondiale, les forces armées italiennes sont équipées d'armes données et/ou vendues par les États-Unis, telles que le M1 Garand, utilisé comme principal fusil de service. Cependant, alors que d'autres armées commencent à développer des fusils d'assaut et des fusils de combat modernes, tous deux dotés de chargeurs plus grands et de volumes de tir accrus, l'Italie cherche également à se doter d'une arme de service plus moderne. La carabine M1 est appréciée par les militaires italiens, et le développement du fusil d'assaut allemand STG-44, chambré en 7,92 × 33 mm, a attiré l'attention de plusieurs armées. L'Italie décide de concevoir une arme à tir sélectif chambrée avec la cartouche américaine .30 Carbine, assez proche d'une cartouche intermédiaire et plus facile à acquérir que les autres à l'époque. Deux entreprises d'armement italiennes, Beretta et Franchi, entament alors des travaux expérimentaux sur des carabines automatiques améliorées, chambrées dans la cartouche américaine .30 Carbine. Bien que l'OTAN ait annoncé la normalisation de la cartouche 7,62 × 51 mm OTAN, les entreprises poursuivent leurs travaux en pensant qu'il faudrait un certain temps avant que la cartouche de l'OTAN ne soit utilisée à grande échelle. Elles développent des fusils de service conformes aux normes de l'OTAN. Les deux modèles sont achevés en 1958, donnant naissance au Beretta Model 57 et au Franchi LF-58 (qui n'a pas été rendu public). Ils n'ont connu qu'une production limitée et n'ont été ni adoptés officiellement ni commercialisés avec succès. Les forces armées italiennes remplacent le M1 Garand par le fusil d'assaut BM-59 en 7,62×51 mm OTAN et la mitraillette LF-57 en 9 × 19 mm Parabellum.